# Транспортные переходы Черноморских проливов
Между европейским и азиатским берегом Турции существует несколько транспортных мостов и тоннелей.

## Действующие
Перечислены с севера на юг.
| Название                    | Год открытия | Тип транспорта  | Количество полос/путей | Примечания               |
| --------------------------- | ------------ | --------------- | ---------------------- | ------------------------ |
| Мост Султана Селима Явуза   | 2016         | автомобильный   | 8                      | Проезд платный.          |
| Мост Султана Селима Явуза   | 2016         | железнодорожный | 2                      |                          |
| Мост Султана Мехмета Фатиха | 1988         | автомобильный   | 8                      | Проезд в Азию — платный. |
| Мост Мучеников 15 июля      | 1973         | автомобильный   | 6                      | Проезд в Азию — платный. |
| Мармарайский тоннель        | 2013         | железнодорожный | 2                      |                          |
| Тоннель Евразия             | 2016         | автомобильный   | 4                      | Проезд платный.          |

Все эти переходы пересекают пролив Босфор и лежат в административных границах Стамбула.
Таким образом, на 2021 год всего доступны 26 автомобильных полос и 4 железнодорожных пути.

## Строящиеся
Большой Стамбульский тоннель — автомобильный и железнодорожный, через Босфор.
Мост Чанаккале 1915 — автомобильный, потенциально первый переход через пролив Дарданеллы.